# Почётные граждане Тбилиси
Почётный гражданин Тбилиси — почётное звание, присваивается гражданам Грузии за особые заслуги перед Тбилиси, за длительное и бессрочное служение в восстановлении страны и за высокое профессиональное мастерство; иностранные граждане могут быть удостоены звания за особые заслуги перед Грузией и Тбилиси.

## История
Было установлено Указом Исполнительного комитета совета народных депутатов Тбилиси, 26 октября 1979 года. Решением от 21 декабря 1979 года Тбилисский городской совет принял новое положение о звании. Согласно постановлению, звание может быть присвоено государственной или общественной организацией Тбилиси, после предварительной консультации с городской властью Тбилиси.
Присвоение звания, как правило, приурочивается к празднованию «Тбилисоба» в октябре каждого года. Почётному гражданину Тбилиси вручается диплом и другие атрибуты этого звания, обычно — символические ключи от столицы Грузии. Удостоенные звания пользуются различными привилегиями в Тбилиси.
С 1979 по 2008 год это звание получило 169 человек.

## Список почётных граждан Тбилиси

### 1979 год
- Ладо Гудиашвили — народный художник Грузии, лауреат Государственной премии Грузинской ССР имени Шота Руставели
- Константин Илуридзе — кузнец электровагоностроительного завода
- Акакий Шанидзе — учёный-языковед, академик Академии наук Грузии, член-корреспондент АН СССР
- Шушана Чиковани — заслуженный педагог Грузии

### 1980 год
- Ираклий Абашидзе — грузинский поэт и государственный деятель, академик Академии наук Грузии
- Верико Анджапаридзе — актриса, народная артистка СССР
- Николоз Кецховели — грузинский советский учёный-ботаник, писатель и общественный деятель, академик Академии наук Грузинской ССР
- Валериан Челидзе — руководитель бригады строителей 14-го треста объединения «Тбилкалакмшени»,

### 1981 год
- Элгуджа Амашукели — народный художник СССР, председатель Союза художников
- Андрия Баланчивадзе — композитор, народный артист СССР
- Владимир Бураковский — кардио-хирург, академик Академии медицинских наук СССР, директор Московского института сердечно-сосудистой хирургии
- Виктор Купрадзе — учёный-математик, академик Академии наук Грузии
- Георгий Куртанидзе — бригадир
- Нино Рамишвили — танцовщица, хореограф, народная артистка СССР
- Илья Сухишвили — танцор, хореограф, Народный артист СССР

### 1982 год
- Виктор Амбарцумян — астрофизик, академик и президент Академии наук Армении, Академик АН СССР
- Гиви Гачечиладзе[груз.] — токарь вагоностроительного завода
- Сесилия Такаишвили — народная артистка СССР
- Ираклий Тоидзе — художник-график, народный художник Грузинской ССР
- Карло Каладзе — грузинский советский поэт, писатель и драматург, заслуженный деятель искусств Грузинской ССР.
- Тенгиз Ментешашвили — секретарь президиума верховного совета СССР
- Нияз Тагизаде-Хаджибеков — советский азербайджанский дирижёр и композитор, народный артист СССР
- Евгений Примаков — советский и российский политический и государственный деятель, директор Института востоковедения Академии наук СССР, академик АН СССР, председатель Правительства Российской Федерации (1998—1999)
- Евгений Харадзе — астроном, президент Академии наук Грузии, академик АН СССР и АН Грузинской ССР
- Уча Джапаридзе — советский грузинский живописец и график, народный художник СССР

### 1983 год
- Манана Абрамишвили-Фетвиашвили[груз.] — многодетная мать
- Мераб Бердзенишвили — скульптор, народный художник СССР
- Авлип Зурабишвили — психиатр, академик Академии наук Грузии
- Анна Каландадзе — поэт
- Лев Кулиджанов — кинорежиссёр, первый секретарь Союза кинематографистов СССР, Народный артист СССР
- Отар Литанишвили — народный художник Грузии, главный художник Тбилиси
- Гурам Метонидзе — электромонтажер на предприятии «Элмавалмшени»
- Георгий Товстоногов — главный режиссёр Государственного академического драматического театра Максима Горького
- Георгий Цабадзе — композитор, народный артист Грузии

### 1984 год
- Григол Абашидзе — советский грузинский поэт и писатель, академик АН Грузинской ССР
- Василий Бородавка — рабочий завода «Центролит»
- Георгий Данелия — кинорежиссёр, лауреат Государственной премии СССР
- Ираклий Цицишвили — доктор искусствоведения

### 1985 год
- Наталья Бурмистрова — актриса Русского государственного драматического театра имени Грибоедова, народная артистка СССР
- Отар Тактакишвили — композитор, народный артист Грузии
- Трифон Ростиашвили — бригадир объединения токарей авиационного завода имени Дмитрова, лауреат грузинской государственной премии
- Шота Кавлашвили — главный архитектор Тбилиси, лауреат Государственной премии Грузинской ССР имени Шота Руставели
- Эдуард Шеварднадзе — министр иностранных дел СССР

### 1986 год
- Вахтанг Беридзе — историк искусства, директор Института истории грузинского искусства Академии наук Грузии, академик АН Грузинской ССР
- Георгий Гулия — заслуженный деятель Грузии и Абхазской АР
- Одисей Димитриади — дирижёр, народный артист Грузии
- Михаил Туманишвили — режиссёр, народный артист Грузии
- Нино Панова — рабочая объединения «Крцаниси»
- Вера Кемашвили — бригадир тбилисского комбината «Советская Грузия»
- Симон Хечинашвили — оториноларинголог, директор Тбилисского института врачебного мастерства, академик Академии медицинских наук СССР

### 1987 год
- Зураб Анджапаридзе — певец, народный артист Грузии, директор Тбилисской консерватории
- Тина Асатиани — известный армянский физик грузинского происхождения. Заслуженный деятель науки и техники Армянской ССР (1980).
- Рашид Бейбутов — певец, народный артист СССР
- Сергей Дурмишидзе — биохимик, вице-президент Академии наук Грузии, академик
- Кетеван Ломтатидзе — филолог-кавказовед, доктор филологических наук
- Григол Терещенко — передовой работник

### 1988 год
- Виктор Гоциридзе — главный специалист управления «Тбилгвирабмшени», лауреат Государственной премии СССР
- Александр Даташвили — бригадир
- Мариам Лордкипанидзе — историк, член-корреспондент Академии наук Грузинской ССР, заведующий кафедрой истории ТГУ
- Борис Паичадзе — футболист, заслуженный мастер спорта СССР
- Мелор Стуруа — журналист, обозреватель газеты «Известия»
- Медея Джапаридзе — актёр Театра имени Коте Марджанишвили

### 1995 год
- Нани Брегвадзе — эстрадная певица, народная артистка СССР
- Валериан Гугунава — ветеран войны
- Мурман Лебанидзе — поэт, лауреат Государственной премии имени Шота Руставели
- Теймураз Чиргадзе[груз.] — врач

### 1996 год
- Георгий Батиашвили — архитектор, один из авторов восстановления-регенерации Старого Тбилиси, профессор
- Бидзина Квернадзе — композитор
- Григол Лордкипанидзе — режиссёр, председатель Союза театров Грузии
- Коте Махарадзе — актёр, народный артист Грузии
- Нурсултан Назарбаев — президент Казахстана
- Анатолий Собчак — бывший мэр Санкт-Петербурга, политический и общественный деятель
- Роберт Стуруа — режиссёр, художественный руководитель Государственного академического театра имени Шота Руставели
- Джансуг Чарквиани — поэт, лауреат государственной премии имени Шота Руставели, редактор журнала «Дроша»
- Георгий Чубинашвили[груз.] — Почётный главный инженер «Тбилисского городопроекта»
- Акакий Дзидзигури — директор Грузинской национальной библиотеки, заслуженный деятель искусства

### 1997 год
- Аскар Акаев — президент Кыргызстана
- Карло Мегрелишвили[груз.] — заслуженный инженер Грузии
- Вахтанг Таблиашвили — режиссёр, народный артист Грузии
- Рамаз Чхиквадзе — актёр, народный артист Грузии
- Софико Чиаурели — актриса, народный артист Грузии
- Отар Джапаридзе — археолог, академик Академии наук Грузии

### 1998 год
- Андрия Апакидзе — историк, археолог, вице-президент Грузинской академии наук, академик
- Джансуг Багратиони — председатель Национального олимпийского комитета Грузии, педагог, спортсмен, тренер, политик. Чемпион СССР (1964) по гандболу. Занимал пост президента Национального олимпийского комитета Грузии в 1996—2004 годах, предшественник Бадри Патаркацишвили. В 1999—2004 годах был депутатом Парламента Грузии 5-го созыва по партийному списку, от избирательного блока «Союз граждан Грузии».
- Георгий Бадридзе[груз.] — кинодраматург
- Фридон Тодуа — врач, директор диагностического центра
- Вахтанг Кикабидзе — эстрадный певец, актёр
- Роберт Кочарян — президент Армении
- Димитрий Микатадзе[груз.] — скульптор, народный художник Грузии
- Вахтанг Мосидзе — физиолог, директор Института физиологии имени И. Бериташвили
- Биньямин Нетаньяху — премьер-министра Израиля
- Мстислав Ростропович — музыкант, виолончелист
- Вахтанг Саларидзе[груз.] — актёр, народный артист Грузии
- Михаил Квливидзе[груз.] — поэт
- Константин Церетели — востоковед, академик академии наук

### 1999 год
- Важа Азарашвили — композитор, председатель Союза композиторов
- Вахтанг Балавадзе — спортсмен, двукратный чемпион мира в вольной борьбе
- Леонид Бокерия — хирург, академик Российской академии наук, директор Московского центра сердечно-сосудистой хирургии
- Григол Тоидзе[груз.] — художник, лауреат Государственной премии Грузинской ССР имени Шота Руставели
- Гурам Лордкипанидзе — актёр, народный артист Грузии
- Роин Метревели — историк, академик Грузинской академии наук, ректор Тбилисского государственного университета
- Иза Орджоникидзе[груз.] — поэт, директор Музея грузинской литературы имени Георгия Леонидзе
- Константинос Степанополус — президент Греции
- Тенгиз Сухишвили[груз.] — народный артист Грузии, директор «Грузинского национального балета»
- Иракли Цицишвили[груз.] — педиатр, профессор
- Фридон Халваши — поэт, лауреат Государственной премии Грузинской ССР имени Шота Руставели

### 2000 год
- Тамаз Гамкрелидзе — языковед, академик Академии наук Грузии, директор Института востоковедения имени Г. Церетели
- Нонна Гаприндашвили — шахматистка, пятикратная чемпионка мира, сопрезидент Федерации шахмат Грузии
- Пантико Тордия — генеральный директор ООО «Тбилавиамшени»
- Натела Янкошвили — народный художник Грузии, лауреат государственной премии имени Шота Руставели
- Кавкасидзе Амиран — врач, вице-президент общества «Тбилисели»
- Заал Кахиани[груз.] — доктор медицинских наук, профессор
- Нодар Ломоури[груз.] — историк, профессор, директор Грузинского музея искусств имени Ш. Амиранашвили
- Омар Мхеидзе[груз.] — танцор, народный артист Грузии

### 2001 год
- Георгий Алекси-Месхишвили[груз.] — живописец, сценограф, народный художник Грузии, лауреат государственной премии СССР
- Чабуа Амиреджиби — писатель, лауреат Государственных премий СССР и имени Шота Руставели
- Паата Бурчуладзе — певец, лауреат Государственной премии имени Шота Руставели
- Карло Лекишвили[груз.] — учёный в сфере автомобилестроения, генеральный директор государственного военного центра «Дельта»
- Владимер Патеишвили[груз.] — заслуженный экономист Грузии, президент «Банка Грузии»
- Гурам Сагарадзе — актёр, народный артист Грузии, лауреат Государственной премии имени Шота Руставели и Государственной премии СССР
- Тенгиз Гвиниашвили[груз.] — скульптор, заслуженный художник Грузии
- Георгий Шхвацабая — скульптор, народный художник Грузии, лауреат Государственной премии Грузии
- Реваз Чхеидзе — кинорежиссёр, народный артист Грузии

### 2002 год
- Александр Басилая — композитор
- Тамар Деканосидзе — врач
- Гиви Инцкирвели[груз.] — юрист политолог
- Ношреван (Дориан) Кития[груз.] — заслуженный деятель искусства
- Зураб Лежава — художник
- Мераб Мерабишвили — скульптор
- Тамаз Чхенкели[груз.] — поэт
- Зураб Церетели — художник
- Мзия Джугели — спортсменка
- Медея Чахава — актриса
- Владимер Канделаки[груз.]— художник

### 2003 год
- Реваз Амашукели[груз.] — поэт
- Альберт Тавхелидзе — учёный
- Ламара Маргвелашвили[груз.] — педагог
- Лев Маркиз — музыкант
- Мураз Мурванидзе — художник
- Гизо Нишнианидзе — поэт
- Мераб Пичхадзе — меценат
- Нодар Кипшидзе — терапевт
- Тамаз Шилакадзе[груз.] — изобретатель
- Борис Ципурия[груз.] — актёр
- Вахтанг Хуцидзе[груз.] — врач
- Рафаэль Чимишкян — спортсмен
- Гурам Сагарадзе — спортсмен
- Леван Тедиашвили — спортсмен
- Давид Цимакуридзе — спортсмен

### 2004 год
- Нуну Дугашвили[груз.] — композитор
- Ванико Мачавариани[груз.] — певец
- Яков  Китесов[груз.] — мастер Шарманки
- Джемал Аджиашвили — поэт, переводчик
- Жан Марк Эро — мэр Нанта
- Марк Малкович III — музыкант

### 2005 год
- Эмир Бурджанадзе[груз.] — художник
- Герхард Лаукс — глава геоинформационной и измерительной службы Заарбрюкена
- Виктор Санеев — спортсмен

### 2006 год
- Константин Чолокашвили[груз.] — этнограф, музеевед
- Эргун Атабай (Гурам Коколадзе) — бизнес, благотворитель
- Артём Арутинов — директор 109-й школы, методист по истории

### 2007 год
- Гия Канчели — композитор
- Важа Орбеладзе[груз.] — архитектор
- Януш Шевчук — бизнесмен

### 2008 год
- Жильбер Альбер — швейцарский ювелир
- Тариел Кутателадзе — архитектор
- Али Исаев−Аварски[груз.] — артист
- Хенри Парис — учёный
- Теймураз Беридзе[груз.] — историк
- Клаус Хипп — предприниматель

### 2009 год
- Отар Рамишвили[груз.] — певец
- Антон Миракишвили — оториноларинголог
- Яси Коасой — ингушский писатель и общественный деятель
- Микаэль Джамаров — бывший мэр Баку
- Вера Цигнадзе — хореограф
- Бесарион Гелдиашвили — архитектор
- Элисо Вирсаладзе — пианист
- Нана Александрия — шахматист
- Реджеф Жордания[груз.] — сын Ноя Жордания из грузинской диаспоры Франции
- Марика Квалиашвили[груз.] — композитор
- Лейла Абашидзе — актриса
- Русудан Себискверадзе[груз.] — композитор
- Тенгиз Ахметели[груз.] — доктор медицины.
- Гомар Сихарулидзе — композитор
- Микаил Джаббаров — министр экономики Азербайджанской Республики[1][2].

### 2010 год
- Пол Кумер — Представитель Инсбрука
- Автандил Квезерели-Копадзе — доктор медицинских наук
- Тамаз Герсамия[груз.] — архитектор, искусствовед
- Манаба Магомедова — советский художник по металлу, Дагестан
- Алексей Фадеечев — российский публичный артист, танцор, хореограф
- Шалва Давиташвили[груз.] — композитор
- Мераб Сарре — профессор
- Марех Годзиашвили[груз.] — заслуженный артист Грузии
- Теймураз Циклаури — заслуженный артист Грузии
- Гастон Буачидзе[груз.] — Переводчик
- Темур Чхеидзе — директор грузинского общественного художника
- Гиви Берикашвили — заслуженный артист Грузии
- Натела Урушадзе[груз.] — Театральный эксперт

### 2011 год
- Йована — греческая певица
- Олег Басилашвили — актёр
- Тамаз Гоготишвили[груз.] — танцор, хореограф,
- Вахтанг Татишвили[груз.] — солист ансамбля «Иверия»
- Нуну Габуния[груз.] — композитор
- Моисей Мдинарадзе — ветеран Великой Отечественной войны
- Мэри Давиташвили — композитор
- Шота Хецуриани — доктор медицинских наук
- Леван Алексидзе — доктор юридических наук
- Иосеб Нанобашвили — хирург, работающий в Вене
- Сулико Корошинадзе[груз.] — певец
- Майя Чибурданидзе — шахматист
- Манана Тандашвили[груз.] — филолог, работающий во Франкфурте
- Кеннет Уокер — президент Университета Атлантиды
- Хаол Дель Бьянко — член фонда «Ромуладо дель Бьянко»
- Салих Гуртуев — балкарский поэт.

### 2012 год
- Цисана Татишвили — оперная певица[3]
- Джамлет Хухашвили[груз.] — спорткомментатор, основатель радио «Джако»
- Бидзина Мургулиа — общественный деятель, академик
- Михаил Давыдов — российский учёный, хирург-онколог, профессор. Директор Российского онкологического научного центра им. Н. Н. Блохина (РОНЦ) (2001—2017), академик (с 2004 года) и президент (в 2006—2011 годах) Российской академии медицинских наук, академик РАН (с 2003 года).
- Каха Цабадзе[груз.] — композитор
- Шахин Приф-Оглы Мовсумов — инвестор жилого комплекса «Дирси».[4]

### 2013 год
- Тамаз Чиладзе — писатель
- Амиран Шаликашвили — актёр, основатель театра пантомимы
- Мзия Надирадзе — руководитель Мемориального музея Ильи Чавчавадзе
- Циала Калмахелидзе — библиотекарь
- Кэти Матабели[груз.] — художник
- Рамин Микаберидзе — певец
- Темур Квителишвили — музыкант
- Тамаз Челидзе — геофизик
- Георгий Челидзе — композитор
- Теймураз Бабунашвили — ученый-экономист
- Джемаль Багашвили[груз.] — музыкант
- Нугзар Шариа — журналист, актриса
- Нодар Гиоргадзе[груз.] — предприниматель
- Тенгиз Долидзе — сотрудник Тбилисского митрополита
- Анзор Тархашвили — водитель автобуса
- Гела Чарквиани — дипломат
- Малхаз Сонгулашвили[груз.] — архиепископ Евангельской баптистской церкви Грузии
- Малогзата Госьевска (Малгожата Госьевска) — политический деятель Польши, председатель парламентской группы Грузии-Польши.[5]

### 2014 год
- Ламара Абашмадзе — автор проектов Metro Station
- Анзор Эркомаишвили — композитор, дирижёр-хоровик
- Гурам Бзванели[груз.]— композитор
- Кахи Кавсадзе — актёр
- Бачана Брегвадзе — философ, переводчик и писатель
- Ива Берадзе[груз.] — офтальмолог, доктор медицинских наук
- Гия Чиракадзе[груз.] — певец, член ансамбля «Грузинские голоса»
- Гиви Гамбашидзе — археолог, Дэвид Базов, директор Музея еврейской истории Грузии
- Ричард Норланд — американский дипломат, посол США в Грузии
- Юваль Фукс — посол Израиля в Грузии.[6]

### 2015 год
- Джумбер Берадзе[груз.] — танцовщик
- Полад Бюль-бюль оглы — певец, Азербайджанская Республика
- Кетеван Долидзе — режиссёр
- Лаша Табукашвили[груз.] — писатель
- Бесик Яшвили[груз.] — доктор
- Александр Корсантия — пианист
- Омар Напетваридзе[груз.] — архитектор
- Мзекала Шанидзе — учёная
- Гиви Шахназари[груз.] — переводчик
- Георгий Шенгелая — режиссёр
- Георгий (Гия) Джапаридзе[груз.] — художник

Церемония награждения состоялась во дворе Национального музея в рамках празднования «Тбилисоба». Мэр столицы наградил почётных граждан дипломами и символическими ключами от города. Символический ключ вместе с почётными жителями Тбилиси также получили грузинские регбисты национальной сборной. Вице-мэр Лаша Абашидзе наградил игроков «Лелос» специальными значками «успешного спортсмена года».

### 2016 год
- Лали Бадурашвили — актриса
- Резо Габриадзе — художник, писатель, театр и режиссёр
- Роберт Гоголашвили[груз.] — лобби и певец
- Димитрий Эристави[груз.] — художник
- Лиана Исакадзе — скрипач и дирижёр
- Георгий Квеситадзе — академик
- Нодар Мгалоблишвили — Актёр
- Гела Мухашаврия[груз.] — врач
- Фридон Сулаберидзе[груз.] — танцовщик и хореограф
- Тамар Схиртладзе[груз.] — актриса
- Александр Чивадзе — ветеран футболиста
- Леван Чачиашвили — врач
- Джемаль Чкуасели[груз.] — бывший художественный руководитель ансамбля «Эрисиони»

### 2017 год
- Ладо Атанели[груз.] — баритон
- Тамаз Ткемаладзе — Публицист
- Роман Шакаришвили— невролог
- Александр Метревели — бывший теннисист
- Йоханнес Хан — еврокомиссар
- Мераб Тавадзе — актёр и режиссёр
- Гулико Чапидзе[груз.] — врач
- Демико Лоладзе — фотожурналист и писатель
- Этер Кемертелидзе — учёный-химик
- Заяра Даварашвили — историк и преподаватель иврита
- Важа Дурглишвили[груз.] — композитор
- Тамаз Курашвили — музыкант
- Заза Пачулия — баскетболист

### 2018 год
- Кэти Мелуа — музыкант
- Михаил Барышников — американский танцовщик и хореограф
- Лана Гогоберидзе — режиссёр
- Элгуджа Медзмариашвили — генерал-майор, генеральный конструктор первого грузинского космического объекта
- Гюлли Чохели — джазовый исполнитель
- Тенгиз Утмелидзе[груз.] — танцор ансамбля «Сухишвили»
- Гайоз Канделаки[груз.] — основатель Биг-бэнда Тбилисской мэрии
- Майя Мания[груз.] — историк архитектуры
- Константин Мардалеишвили[груз.] — врач, онколог
- Нодар Церцвадзе — исследователь гидрогеологии
- Ладо Кахадзе[груз.] — врач, УЗИ-врач, председатель Тбилисского городского совета (1998—2002)
- Темур Чалабашвили[груз.] — писатель, поэт, журналист
- Шабтай Цур[груз.] — еврейский дипломат, сопредседатель Всемирного еврейского конгресса Грузии
- Вахтанг Кахидзе — композитор и дирижёр
- Николоз Рачвели — дирижёр, композитор и пианист

### 2019 год
- Гёзал Думоев — собственник «Тбилсервис группы»
- Гиви Мамулашвили — мастер наружного освещения в «Тбилсервис группы»
- Автандил Кобахидзе — работник службы тоннелей Тбилисского метрополитена
- Валериан Метаплишвили — водитель автобуса № 1 Транспортной компании Тбилиси
- Рогнета Кучава — библиотекарь
- Мея Мегрелишвили — педагог музыки 27-го детского сада
- Нико Лекишвили — бывший мэр Тбилиси

### 2020 год
- Гурам Дочанашвили — писатель-сатирик
- Амиран Гамкрелидзе — директор Национального центра контроля заболеваний и общественного здоровья
- Паата Имнадзе[груз.] — заместитель главы Национального центра контроля заболеваний и общественного здоровья Грузии
- Марина Энделадзе — заведующая отделением Центра инфекционных заболеваний, СПИДа и клинической иммунологии
- Тенгиз Церцвадзе[груз.] — генеральный директор Центра инфекционных заболеваний, СПИДа и клинической иммунологии
- Марина Эзугбая — медицинский директор Центра инфекционных заболеваний, СПИДа и клинической иммунологии
- Леван Гоподзе[груз.] — директор Тбилисской республиканской больницы
- Леван Ратиани[груз.] — директор Первой университетской клиники Тбилисского государственного медицинского университета
- Эльза Вашакидзе[груз.] — заведующая кафедрой инфекционных заболеваний Тбилисского государственного медицинского университета
- Давид Гаделия[груз.] — директор клиники имени академика Вахтанга Бочоришвили

### 2021 год
- Рисмаг Гордезиани — советский и грузинский филолог
- Григол Чигогидзе[груз.] — театровед и журналист
- Давид Мусхелишвили — советский и грузинский историк, доктор исторических наук
- Акакий Надареишвили[груз.] — врач-уролог
- Ираклий  Павленишвили[груз.] — врач-педиатр
- Рамаз  Курашвили[груз.] — врач-эндокринолог
- Давид  Квачадзе[груз.] — фотограф, трехкратный чемпион по боксу и заслуженный мастер спорта
- Лили Кинцурашвили — главный специалист службы управления персоналом городской клининговой службы
- Элгуджа Бурдули — советский и грузинский киноактёр
- Паата Кервалишвили — физик, доктор физико-математических наук, признанный ученый ведущих стран мира в области атомной энергетики
- Инга Джибути — специалист по языку и литературе, терминолог, соучредитель Ассоциации терминологов Грузии
- Бадри Кутателадзе[груз.] — писатель, поэт и исследователь
- Гиви Гамбашидзе — слесарь по профессии, в разное время работавший слесарем в Тбилисском метрополитене

### 2022 год
- Шалва Амонашвили — учёный, педагог, психолог[7]
- Реваз Асатиани — инженер-строитель[7]
- Тенгиз Арчвадзе — актёр[7]
- Ван Байбурт[груз.] — политик, журналист[7]
- Гурам Бекая — физиолог, учёный[7]
- Демна Гвасалия — дизайнер[7]
- Майя Готуа — аллерголог, иммунолог[7]
- Вахтанг Давитая[груз.] — архитектор, педагог[7]
- Бадри Вадачкория[груз.] — журналист, фотограф[7]
- Лаура Иашвили — музыкант, пианист[7]
- Мераб Кокочашвили — кинорежиссёр, педагог[7]
- Джемал Сепиашвили[груз.] — композитор[7]
- Элизабет Сомбарт[англ.] — французская пианистка[7]
- Миндия Угрехелидзе[груз.] — адвокат[7]
- Джемал Гаганидзе — актёр[7]
- Эльдар Шенгелая — режиссёр[7]
- Тариел Чантурия[груз.] — переводчик, поэт[7]
- Илья Херодинашвили[груз.] — инженер, учёный[7]
- Вахтанг Джавахадзе[груз.] — поэт, писатель, переводчик[7]
- Гасан Гасанов — азербайджанский дипломат[7]

### 2023 год
- Мурман Джинория — актёр театра и кино[8]
- Лия Стуруа[груз.] — поэт[8]
- Лео Антадзе[груз.] — актёр театра и кино, заслуженный артист Грузии[8]
- Имеда Кахиани — киноактёр, заслуженный артист Грузии[8]
- Иамзе Долаберидзе[груз.] — танцор, народный артист Грузии[8]
- Леван Лагидзе[груз.] — художник[8]
- Давид Маградзе — поэт, общественный деятель[8]
- Радиш Тордия[груз.] — художник, педагог, Народный артист Грузии[8]
- Авто Махарадзе — актёр театра и кино, народный артист Грузии[8]
- Зураб Лежава — спортсмен, тренер, основатель грузинской школы каратэ[8]
- Манана Ахметели — музыковед, педагоги[8]
- Мамука Чарквиани[груз.] — музыкант, композитор[8]
- Арчил Хомасуридзе — репродуктолог, эндокринолог, академик[8]
- Жанри Лолашвили[груз.] — актёр театра и кино, художник, заслуженный артист Грузии[8]
- Нугзар Убери[груз.] — врач, педиатр[8]
- Александр Которашвили — фотожурналист[8]
- Рамаз Гахокидзе — учёный, педагог, химик[8]
- Гия Багашвили — музыкант, фольклорист, искусствовед[8]
- Гуранда Григорашвили — врач, учёный и исследователь[8]
- Нана Пачуашвили[груз.] — актриса театра и кино, заслуженная артистка Грузии[8]
- Тамаз Маглагелидзе[груз.] — пульмонолог, доктор медицинских наук[8]
- Амиран Коридзе — врач, акушер-гинеколог, учёный[8]
- Гурам Ахалая — учёный, педагог, общественный деятель[8]
- Ева Бабалашвили — художница, писательница[8]
- Реваз Арвеладзе — инженер-энергетик, инженер, доктор технических наук[8]
- Заза Авалиани — врач-фтизиатр[8]

### 2024 год
- Вилли Саньоль — тренер сборной Грузии по футболу[9]
- Зураб Кахабришвили[груз.] — врач, профессор, главный врач команд Национальной олимпийской сборной Грузии[9]
- Мераб Киладзе — доктор, профессор[9]
- Георгий Чумбуридзе — главный врач сборной Грузии по регби[9]
- Дмитрий Базерашвили — врач, профессор[9]
- Гизо Габескирия — режиссёр[9]
- Гванджи Мания[груз.] — географ, журналист, учёный[9]
- Бидзина Сонгулашвили — инженер[9]
- Вахтанг Цухишвили[груз.] — архитектор[9]
- Зураб Кипшидзе — актёр[9]
- Гурам Каландадзе — геолог[9]
- Нелли Берая — актриса и художница[9]
- Натела Васадзе — филолог, профессор[9]
- Гела Парчукидзе — дирижёр[9]
- Нелли Саладзе[груз.] — спортсменка, тренер[9]
- Гурам Батиашвили— писатель, драматург, переводчик[9]
- Каха Коридзе — архитектор, актёр[9]
- Тамаз Годердзишвили — писатель, драматург, переводчик[9]
- Нелли Кобиашвили — журналист, публицист[9]
- Гиви Сихарулидзе[груз.] — актёр, писатель, спортсмен[9]
- Тенгиз Гачечиладзе[груз.] — педагог, журналист[9]
- Теймураз Лежава[груз.] — профессор, основатель Института генетики в Грузии[9]